# The Dog Island
The Dog Island (THE DOG ISLAND ひとつの花の物語, The Dog Island: Hitotsuno no Hana no Monogatari) The Dog Island: A História de uma Flor é um jogo de aventura lançado em 2007 pela Yuke's para as plataformas Wii e Playstation 2. O jogador controla um cão que sai em uma jornada a procura de uma flor especial para curar seu irmão, que apenas pode ser encontrada ao obter o título de "sniff master". O jogo inclui elementos de RPG eletrônico como customização de personagens, como roupas, acessórios e escolhas para o desenvolvimento do enredo. 48 raças diferentes são disponíveis.

## Jogabilidade
No Nintendo Wii o personagem é controlado com o Wii Remote movendo o cursor pela tela. Na versão de PlayStation 2 os movimentos são livres.
O objetivo de The Dog Island é encontrar uma certa flor em uma ilha distante que pode curar seu irmão doente. Para prosseguir no jogo, é necessário aprender novos cheiros e completar pedidos.
O jogador pode escolher a raça, cor, gênero e nome para o protagonista.

## Enredo
A história começa na cidade de Puroro. O irmão do jogador fica doente durante um festival e o médico da cidade diz ser incapaz de curá-lo, mas diz que Dr. Potan, um médio em THE DOG Island, pode conseguir. O protagonista decide se juntar à tripulação pirata do capitão El Dorado, mas uma tempestarde faz com que ele tenha que pular do barco. Então acorda em Pupsville, uma vila em THE DOG Island. O jogador encontra Dr. Potan que diz que, para fazer o remédio para curar seu irmão, precisa de uma flor lendária que pode não existir. Di-se que apenas os melhores farejadores, os "sniff masters" são capazes de encontrá-la.
O jogador se junta a um Anc chamado Petasi e começa sua viagem a procura da flor.

## Acessórios
O jogador pode customizar seu cão com acessórios como chapéus, óculos e laços. Ao avançar no jogo, mais itens se tornam disponíveis para comprar nas lojas  ou pode criá-los na loja de acessórios. certos materiais são necessários para criar diferentes acessórios, muitos encontrados farejando ou como prêmios de minigames.

## Recepção
O jogo recebeu a nota 7.0 pela IGN e foi descrito como um "um título seriamente estranho" mas especificou que "seu tamanho total de sensação robusta é o que realmente faz o jogo valer uma segunda conferida" e ainda que "The Dog Island prova um ponto importante sobre o Wii. Não há nada de errado em títulos casuais desde que eles sejam bem feitos".